# Landrecht (Steinburg)
Landrecht ist eine Gemeinde im Kreis Steinburg in Schleswig-Holstein.

## Geografie

### Geografische Lage
Das Gemeindegebiet von Landrecht erstreckt sich im Naturraum der Wilstermarsch direkt östlich von Wilster. Das Gemeindegebiet ist auf drei Seiten durch Flussläufe eingefasst. Es sind im Südosten auf einem kurzen Teilstück beim gemeindeübergreifenden Ortsteil Kasenort die Stör, im Osten die Moorhusener Wettern (auch Große Feldwettern genannt) sowie im Südwesten die Wilsterau. Die Gemeindegrenze an der Stör liegt in Flussmitte. Dieser Teil der Stör ist Teil des europäischen NATURA 2000-Schutzgebietes FFH-Gebiet Schleswig-Holsteinisches Elbästuar und angrenzende Flächen.

### Gemeindegliederung
Beim für die Volkszählung in der Bundesrepublik Deutschland 1987 amtlich aufgestellten Wohnplatzverzeichnis Schleswig-Holstein 1987 gliederte sich die Gemeinde in die fünf Häusergruppen Am Steindamm, Auf der Horst, Bischof, Hove (teilweise), Kasenort (teilweise) und die Streusiedlungen Hinterm Bahnhof sowie Landrecht, Neue Burger Straße. Die beiden zuletzt genannten schließen direkt an den Siedlungskern von Wilster an, ebenso wie zum Teil Am Steindamm.

### Nachbargemeinden
Direkt angrenzende Gemeindegebiete von Landrecht sind:
|                    | Neuendorf-Sachsenbande                      |                                           |
| Wilster            | Kompassrose, die auf Nachbargemeinden zeigt | Moorhusen, Krummendiek, Bekdorf, Stördorf |
| Stördorf (Exklave) | Hodorf                                      |                                           |

## Geschichte
Der Ortsteil Bischof wird 1199 erstmals erwähnt, der Ortsteil Kasenort 1438. Der etwas ungewöhnliche Ortsname „Landrecht“ erklärt sich dadurch, dass er auf das hier damals geltende Landrecht im Gegensatz zum in der benachbarten Stadt Wilster geltenden Lübischen Stadtrecht hinweist. Die Gemeinde in der heutigen Form entstand durch Zusammenschluss der Orte und Ortslagen Am Steindamm, Auf der Horst, Bischof, Hinterm Steindamm, Hove und Kasenort zur neuen politischen Gemeinde Landrecht am 19. Dezember 1871.

## Politik

### Gemeindevertretung
Bei der Kommunalwahl am 14. Mai 2023 wurden insgesamt sieben Sitze vergeben. Diese fielen alle an die Kommunale Wählervereinigung Landrecht. Die Wahlbeteiligung betrug 72,5 %.

## Wappen
Blasonierung: „In Rot über silberner Steinmauer ein schräglinker silberner Wellenbalken, dieser belegt mit einem blauen Wellenbalken, oben ein silberner Habichtkopf, unten eine silberne nach links geöffnete Klappbrücke.“

## Sehenswürdigkeiten
In der Nähe der Stelle, an der die Wilsterau in die Stör fließt, liegt eine Schleuse, die unter Denkmalschutz steht.

## Verkehr
Durch den südlichen Teil Landrechts verläuft auf einer Gesamtlänge von 1,2 Kilometern die Trasse der Bundesstraße 5 im Abschnitt zwischen Brunsbüttel und Itzehoe. Dieser Teil ist heute als Kraftfahrstraße höhenfrei ausgeführt und besitzt im Bereich der Gemeinde keine Anschlussstelle. Landrecht wird per Kraftfahrzeug stattdessen über die Anschlussstellen Wilster oder Bekdorf und die jeweils von dort weiterführenden schleswig-holsteinischen Landesstraßen 136 bzw. 135 erreicht. Diese beiden treffen in der Ortslage von Wilster aufeinander.
Der nächstgelegene Eisenbahnanschluss ist über den Bahnhof Wilster an der Marschbahn. Hier halten die Züge von der Regionalbahn-Linie 62 auf der Relation Heide–Itzehoe im Nahverkehrsverbund Schleswig-Holstein. Der Bahnhof von Wilster erstreckt sich unmittelbar am nordöstlichen Rand des Siedlungsgebiets von Wilster, an dem teilweise auch einzelne Siedlungen von Landrecht unmittelbar angrenzen.